# 2640
2640 é o terceiro álbum de estúdio gravado pela cantora e compositora italiana Francesca Michielin. O seu lançamento ocorreu em 12 de janeiro de 2018, por intermédio da Sony Music Itália.

## Antecedentes
Em janeiro de 2017, Michielin anunciou que estava a trabalhar em seu novo álbum de estúdio, através de um tweet publicado no Twitter. As canções do álbum foram gravadas em Los Angeles juntamente com o produtor Michele Canova. Em 21 de julho de 2017, lançou o single "Vulcano". Em 1 de outubro de 2017, Michielin apresentou a canção no Che tempo che fa e anunciou o lançamento do álbum para 12 de janeiro de 2018. "Io non abito al mare" foi lançado como segundo single em 17 de novembro de 2017. Tempos depois, em 4 de dezembro de 2017, foi anunciado que o álbum seria intitulado de 2640.
A lista de faixas do álbum foi revelada em 20 de dezembro de 2017, através das redes sociais da artista. Dois dias depois, o álbum entrou para pré-venda no iTunes e a canção "Tropicale" foi lançada nas plataformas digitais. Após o lançamento do álbum, Michieline treedom anunciaram um projeto de plantar uma árvore em Quênia a cada 200.000 streams feitos no álbum. Em março de 2018, Michielin anunciou que a canção "Bolivia" seria o terceiro single, lançado em 16 de março de 2018.

## Lista de faixas
| N.º            | Título                              | Compositor(es)             | Duração |  |
| 1.             | "Comunicare"                        | Francesca Michielin        | 4:21    |  |
| 2.             | "Bolivia"                           | Michielin                  | 3:36    |  |
| 3.             | "Noleggiami ancora un film"         | Michelin, Dario Faini      | 3:44    |  |
| 4.             | "Io non abito al mare"              | Michielin, Calcutta        | 3:13    |  |
| 5.             | "Tropicale"                         | Calcutta, Faini            | 3:26    |  |
| 6.             | "E se c'era..."                     | Tommaso Paradiso, Faini    | 3:16    |  |
| 7.             | "Scusa se non ho gli occhi azzurri" | Michielin                  | 3:46    |  |
| 8.             | "Vulcano"                           | Michielin, Faini           | 3:14    |  |
| 9.             | "Due galassie"                      | Michielin                  | 2:57    |  |
| 10.            | "La Serie B"                        | Michielin, Calcutta        | 3:32    |  |
| 11.            | "Tapioca"                           | Michielin, Cosmo, Calcutta | 3:43    |  |
| 12.            | "Lava"                              | Michielin, Faini           | 3:02    |  |
| 13.            | "Alonso"                            | Michielin                  | 2:57    |  |
| Duração total: | Duração total:                      | Duração total:             | 44:47   |  |

## Créditos
Todo o processo de elaboração de 2640 atribui os seguintes créditos:
Produção
- Michele Canova Iorfida – pré-produção, produção, arranjos
- Pat "MyBestFault" Simonini – pré-produção, arranjos
- Christian Rigano – pré-produção
- Cosmo – arranjos (faixa 11)
- Mattia Barro "Splendore" – arranjos (track 1)
- Francesca Michielin – produção vocal

Música
- Alex Alessandroni JR – teclado, sintetizadores
- Francesca Michielin – vocais principais, piano, teclado, sintetizadores
- Pat "MyBestFault" Simonini – programação, programação de ritmo
- Michele "Canova" Iorfida – teclado, sintetizadores, programação de ritmo
- Tim Pierce – violão, guitarra
- Esther Oduro – samples (faixa 11)

## Desempenho nas tabelas musicais

### Posições
| Chart (2018)                | Melhor posição |
| --------------------------- | -------------- |
| Itália (FIMI)               | 2              |
| Suíça (Schweizer Hitparade) | 64             |